# Grand-Camp, Seine-Maritime
Grand-Camp är en kommun i departementet Seine-Maritime i regionen Normandie i norra Frankrike. Kommunen ligger i kantonen Lillebonne som tillhör arrondissementet Le Havre. År 2022 hade Grand-Camp 763 invånare.

## Befolkningsutveckling
Antalet invånare i kommunen Grand-Camp
| Referens: INSEE |